# Flugplatz Göppingen-Bezgenriet

i7
i11
i13
Der Flugplatz Göppingen-Bezgenriet (ICAO-Code: EDSE) ist ein Sonderlandeplatz und befindet sich zwischen Bezgenriet, Heiningen und Bad Boll im Landkreis Göppingen. Es wird unter anderem von der Flugschule Göppingen betrieben. Auf dem Flugplatz befindet sich eine kleine Halle. Der Platz ist für Flugzeuge mit einem Höchstabfluggewicht von bis zu 2000 kg und Luftsportgeräte zugelassen.
Von 1940 bis 1944 wurde der Flugplatz als Scheinflugplatz für den 1992 aufgelösten Fliegerhorst Göppingen verwendet, um feindliche Flugzeuge abzulenken.
Der Flugplatz ist nur für die Verwendung durch Luftfahrzeuge des Betreibers zugelassen.

## Flugzeuge
Folgende Flugzeuge sind am Platz beheimatet:
- 1 Piper PA-18
- 1 RE-4 Grasmücke
- 1 Skyranger 912 UL